# الن ال. درش
اَلن ال. دِرَش (انگلیسی: Allan L. Drash؛ ۱۳ اوت ۱۹۳۱ – ۳ اوت ۲۰۰۹) یک متخصص غدد درون‌ریز کودکان اهل ایالات متحده آمریکا بود.
وی رئیس پیشین انجمن دیابت آمریکا و دومین رئیس «انجمن بین‌المللی دیابت کودکان و نوجوانان» بود.
وی یکی از دو دانشمندی بود که برای نخستین بار سندرم دنیس–دراش را کشف و توصیف نمودند.